# شورکا
ده شورکا، روستایی است از توابع بخش مرکزی شهرستان جویبار در استان مازندران ایران.

## جمعیت و معرفی
این روستا در دهستان سیاهرود قرار دارد و براساس آخرین سرشماری مرکز آمار ایران که در سال 1390 صورت گرفته، جمعیت آن 2342 نفر (723 خانوار) است.
این روستا از سمت شمال به مشک آباد از شرق به کیامحله از جنوب به پهناب و حیدر آباد و از غرب به کوهیخیل مشرف است.
شغل نوعی افراد روستا کشاورزی است و از محصولات آن می‌توان به برنج، سویا، کلزا و گندم اشاره کرد.
قدمت تاریخی روستا به هزاره قبل میلاد باز می‌گردد که تپه تاریخی روستا شاهدی بر این مدعاست.
این روستا دارای طبیعتی زیبا است که با عبور رودخانه سیاه رود از کنار درختان کهنسال جلوه‌ای زیبا به روستا داده است.
گونه شناسی درختان روستا به نسل اولیه درختان تبرستان برمی گردد.
درصد باسوادی و استفاده از اینترنت در این روستا بسیار بالا می‌باشد.
این روستا دارای دو حسینیه و دو مسجد و کتابخانه و سالن همایش و سالن ورزشی می‌باشد.